# Eleições na Coreia do Norte

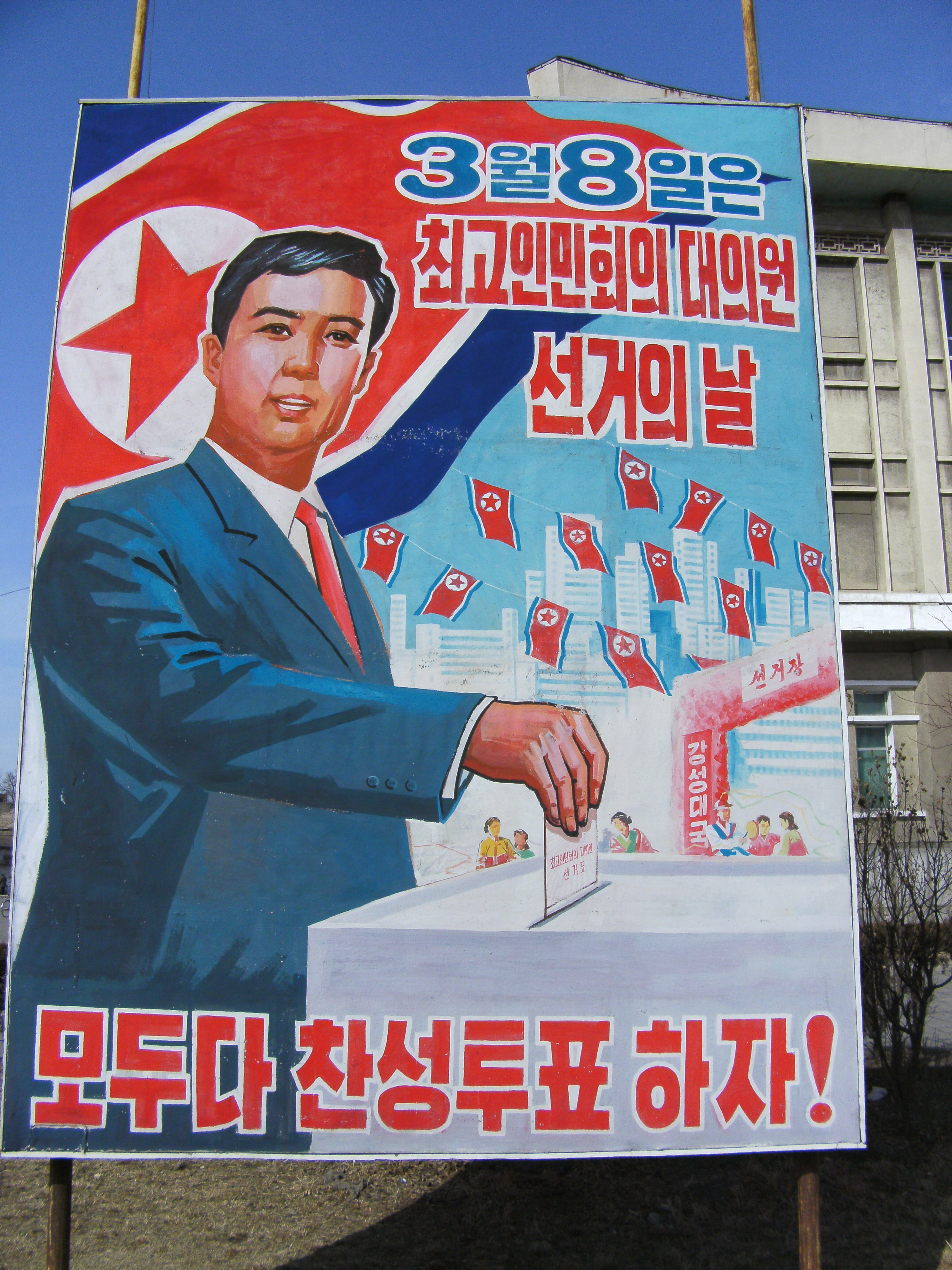
Um cartaz de propaganda em Pyongyang sobre as eleições.

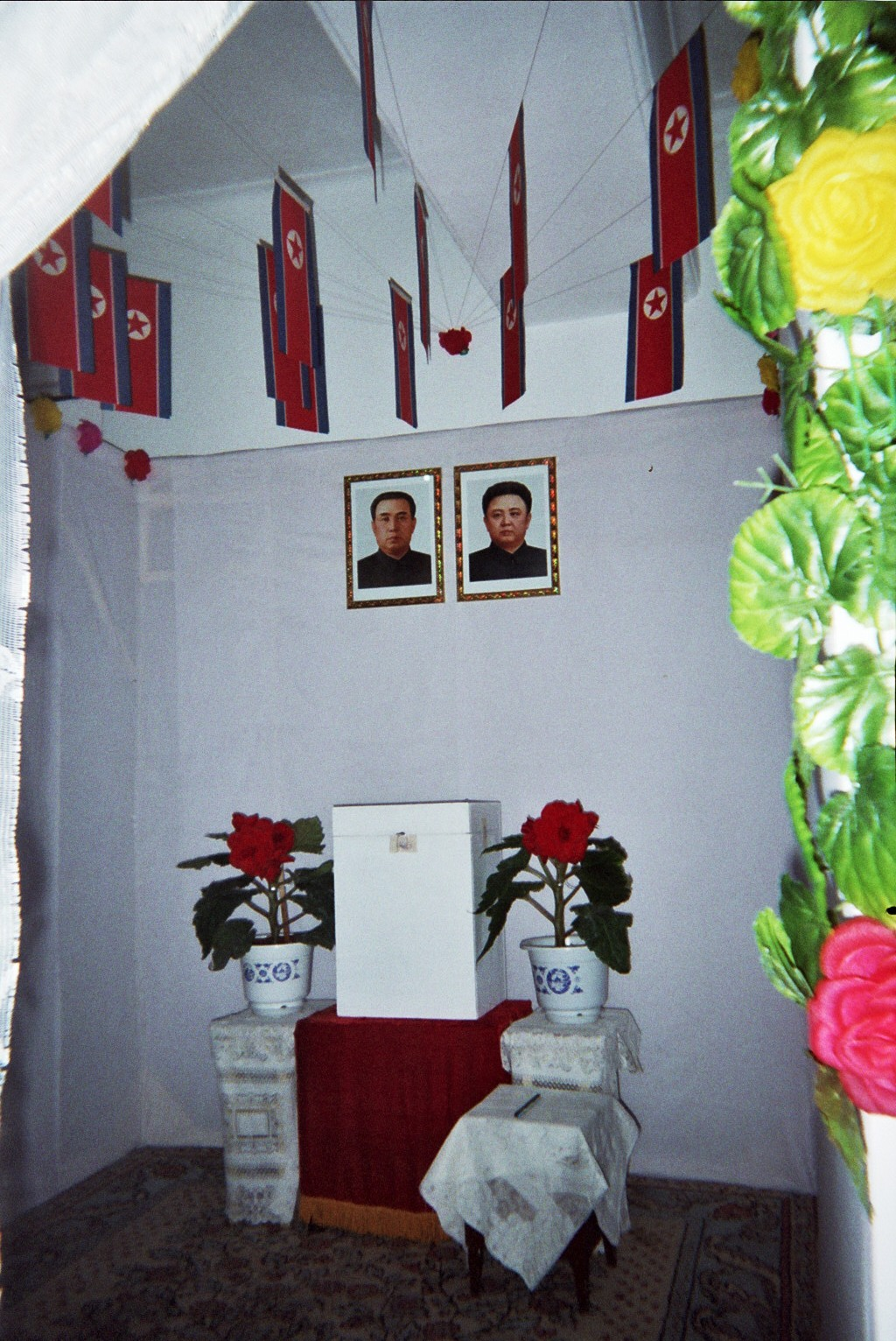
Uma urna de votação norte-coreana

As Eleições na Coreia do Norte acontecem a cada 5 anos para a Assembleia Popular Suprema e a cada 4 anos para as assembleias populares locais. As eleições na Coreia do Norte não são consideradas livres ou transparentes, com candidatos tendo que ser pré-aprovados antes do pleito e repressão contra oposição política.
Todos os assentos no Parlamento são da Frente Democrática da Reunificação da Pátria (pró-governo). O Partido dos Trabalhadores da Coreia domina 87,5% dos assentos, 7,4% dos assentos são do Partido Social-Democrata Coreano, 3,2% dos assentos são do Partido Chondoísta Chongu e os 1.9% restantes são deputados independentes. De acordo com os relatórios oficiais, a participação é de quase 100% e a aprovação de candidatos do partido Frente Democrática é unânime ou quase isso.

## Procedimento
Em resposta a uma questão colocada por diante por Michael Marshall, Li Chun Sik, da Coreia do Norte afirmou, em uma reunião da Associação dos Secretários Gerais dos Parlamentos (ASGP) da União Inter-Parlamentar:
Apenas um candidato aparece na cédula de votação. Eleições são supostamente realizada por escrutínio secreto, e um eleitor pode retirar o nome do candidato para votar contra ele (a), mas deve fazê-lo através do cruzamento de fora o nome em uma cabine especial. O voto é obrigatório e a participação é habitualmente perto de 100%.
Os membros da Suprema Assembleia do Povo são eleitos para mandatos de cinco anos, e se encontram para sessões de SPA até dez dias por ano. A Suprema Assembleia do Povo elege um comité permanente conhecido como Fortaleza, que exerce funções legislativas, quando a Assembleia não está em sessão. Ele também elege o Presidente da Defesa Nacional Comissão, o chefe do executivo do país e o Premier.
As eleições na Coreia do Norte são consideradas fraudulentas, com candidatos de oposição sendo impedidos de participar e o processo eleitoral rigorosamente controlado pelo governo central. O voto é obrigatório e apenas candidatos pré-aprovados pelo governo conseguem ir para as cédulas (sendo que estas, frequentemente, só pussuem uma escolha).

### Eleições locais
Eleições locais tem sido realizadas desde 1999. O povo elege representantes da cidade, do condado e da província, assembleias populares tem eleições a cada quatro anos. O número dos deputados é determinado pelo conjunto da população de cada jurisdição.
Prefeitos e governadores são eleitos. O seu papel é trabalhar com os não eleitos e mais influentes da cidade e província e os secretários do partido.